# Вртни пух
Вртни пух (Eliomys quercinus) је врста глодара из породице пухова (Gliridae). 

## Распрострањење
Ареал вртног пуха обухвата већи број држава. 
Врста има станиште у Русији, Португалу, Пољској, Немачкој, Шпанији, Италији, Румунији, Украјини, Белорусији, Финској, Босни и Херцеговини, Француској, Андори, Холандији, Луксембургу, Летонији, Словачкој, Словенији, Чешкој, Естонији, Хрватској, Молдавији, Аустрији, Белгији и Швајцарској.
Врста је можда изумрла у Литванији.

## Угроженост
Ова врста је на нижем степену опасности од изумирања, и сматра се скоро угроженим таксоном.